# Geule

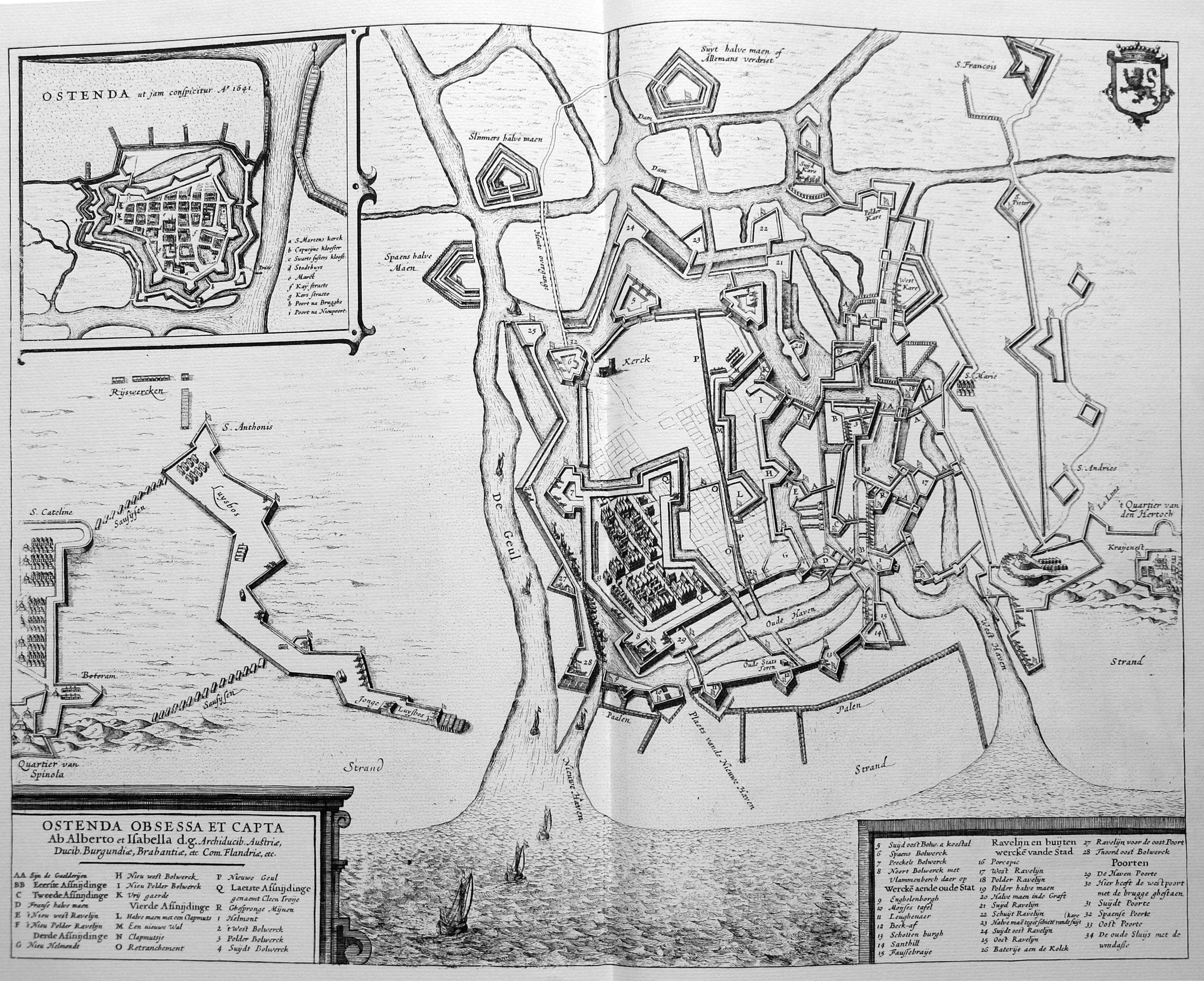
Oostende - Sanderus 1641

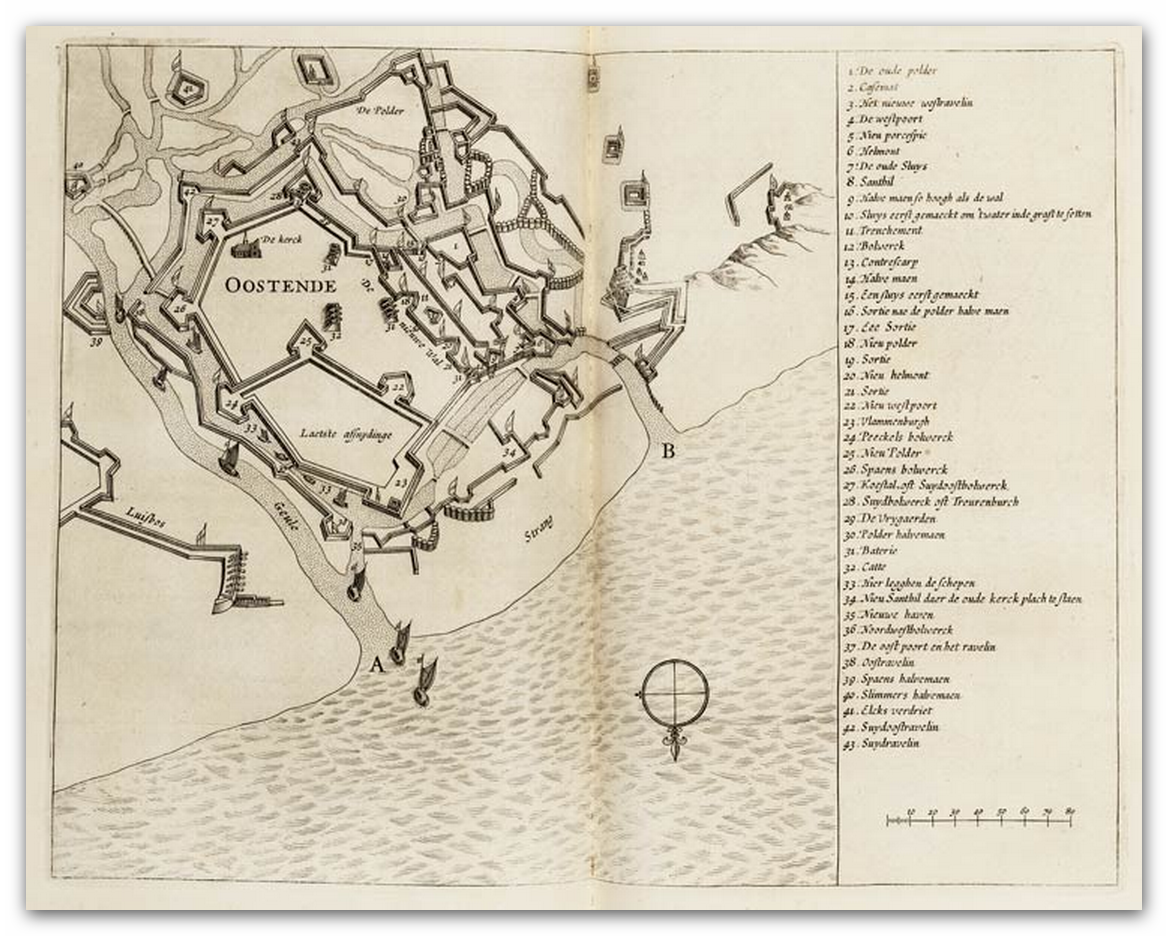
Oostende 1647

De Geule, of Geul is de benaming waarmee het beginsel van de havengeul van Oostende wordt aangeduid. De Geule ontstond door het versterken van de stad bij aanvang van het beleg van Oostende. Het is tot op vandaag nog steeds de toegangsgeul van de haven van Oostende.

## Geschiedenis
Met het oprukkende leger van de Spaanse koning Filips II tijdens de Tachtigjarige Oorlog werd Oostende in minder dan tien jaar tijd omgebouwd tot een volledig ommuurde vesting met wallen en grachten. Om strategische redenen werden aan de oostkant van de stad de duinen weggegraven in 1584. Daardoor kon de zee doorbreken en het gebied rond Oostende kwam onder water te staan. Op die plaats ontstond rond 1600 een diepe geul. In het westen van Oostende was er al een geul die als haventoegang werd gebruikt. Tijdens het beleg van Oostende werd deze verzande oude haven gedempt en kwam de nieuwe oostelijke Geule in gebruik als haventoegang. Ook dit was een getijdenhaven. 
Door de combinatie van de beide geulen was Oostende bij hoogwater een eiland. Het ondergelopen hinterland diende op die manier als zogenoemde spoelpolder en als militaire buffer. Bij hoogwater liep de polder vol en bij laagwater stroomde het water weer naar zee waardoor de Geule op een natuurlijk wijze werd uitgeschuurd. Dit had zowel voordelen als nadelen bij de verdediging van de stad. De haven bleef op diepte en belegeraars konden moeilijk tot bij de vestingmuren komen. Ook de belegerden hadden echter bij bepaalde weersomstandigheden met problemen te kampen door wateroverlast, sommige verdedigingswerken dreigden dan weg te spoelen.
Na het beleg werd Oostende al vlug heropgebouwd. Er werden veel nieuwe dijken gebouwd om het water te kunnen bedwingen en landbouwgrond te winnen. Door het manipuleren van de spoelpolder kampte men vaak met dichtslibbing of een te sterke uitschuring. 
Vanaf de industriële revolutie worden baggerschepen gebruikt om de haven toegankelijk te houden.